# Gearhead
För andra betydelser, se Gearhead (olika betydelser).
Gearhead är en cyborg och fiende till Batman i serierna från DC Comics. Hans riktiga namn är Nathan Finch och han var tidigare ingenjör vid General Robotics. 